# Sideritis calduchii
Sideritis calduchii (лат.) — вид двудольных растений рода Железница (Sideritis) семейства Яснотковые (Lamiaceae). Впервые описан группой ботаников во главе с Сантосом Сирухано в 1994 году.

## Распространение и среда обитания
Эндемик Испании.
Растёт на низменностях на высоте 350—600 м, на лугах, среди представителей родов Лаванда и Тимьян. Предпочитает глинисто-известковые почвы.

## Ботаническое описание
Полукустарник, покрытый железистым опушением.
Листья продолговато-ланцетные, зубчатые, размещены супротивно.
Цветки обоеполые, с яйцевидными зубчатыми прицветниками, собраны по 6 в мутовчатые соцветия. Чашечка трубчатая, рассеянно-волосистая и железистая, колюче-зубчатая. Венчик зигоморфный, двугубый, беловато-жёлтый, верхняя губа двулопастная, нижняя — трёхлопастная. Из четырёх тычинок две более короткие, а две — длиннее.
Плод — ценобий (четырёхорешек).
Цветёт с апреля по июль.

## Значение
Настой из верхних частей цветущих растений применяют при проблемах с пищеварением.

## Природоохранная ситуация
Находится под особым наблюдением (статус «D») в испанском регионе Эстремадура.